# Uwe Ladwig

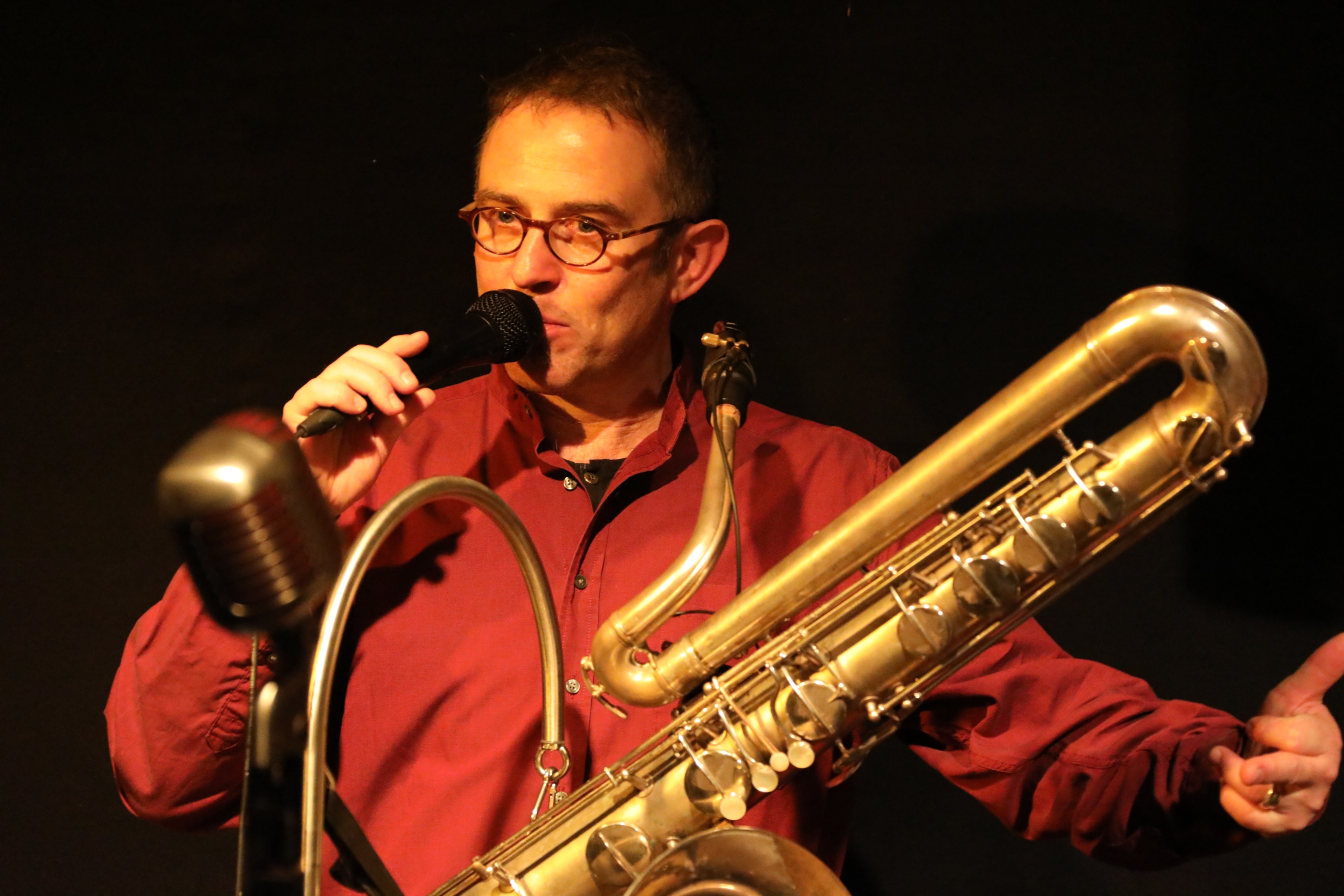
Uwe Ladwig (2017)

Uwe Ladwig (* 4. Juli 1962 in Singen/Htwl.) ist ein deutscher Musiker (zunächst Sopran-, Alt-, C-Melody-, Tenor-, Bariton-, Basssaxophon, Tubax sowie B-Klarinette und Bassklarinette)  und Autor.

## Werdegang
Ladwig studierte Wirtschaftsinformatik in Furtwangen und Konstanz und ist seit 1992 im öffentlichen Dienst als CIO des Landratsamtes Konstanz beschäftigt.
Ladwigs musikalischer Schwerpunkt liegt im Jazz. Mit der Hot Fish Seven trat er 2001 beim Internationalen Dixielandfestival Dresden auf. Mit den Dixieman Four entstand 2007 das Album Wild Life, das eine Mischung aus dem Jazz der 1920er und Schlagern der 1930er Jahre enthielt. Für das Jazz Podium waren die Höhepunkte jene Titel, „die im badischen Dialekt geboten werden, wie 'Sweet Sue' oder 'Undecided', so weit man ihn versteht, aber das Augenzwinkern überhört man sowieso nicht.“ Von 2008 bis 2017 war er Bandleader und Basssaxophonist des Jazz-Trios Bixology. Daneben spielte er in weiteren Gruppierungen des Traditional Jazz.
Ladwig leitete bis 2021 das Konstanzer Lake Side Jazz Orchestra. In Ladwigs Horns & Beat spielt er Groovejazz; mit ihm am tiefen Tubax treibt das Schlagzeug vier weitere Bläser vor sich her. 2021 entstand ein Tributalbum an Cannonball Adderley.
Zudem schreibt Ladwig seit 2004 Artikel, Testberichte und Rezensionen für Fachzeitschriften, wie sonic sax & brass oder das Tonmeister-Magazin. Seine Aufsätze für sonic sax&brass überarbeitete er als Fachbuch Saxofone über die Geschichte des Baus dieses Instruments und seiner Hersteller, das für spätere Auflagen deutlich ergänzt und verbessert wurde.
2017 erschien erstmals sein Buch über die Geschichte des Jazz in Konstanz, das als "randvolles und komplettes Nachschlagewerk" vom »Jazz Podium« gelobt wurde. Wolfram Knauer zufolge ist das Buch eine „Fundgrube nicht nur für Lokalhistoriker“ und ein Beleg für die lebendige Jazzszene in Deutschland. 2021 folgte ein Buch über die Geschichte der Pop- und Tanzmusik im Hegau. Außerdem verfasste er Beiträge zum Lexikon der Holzblasinstrumente (2018). Ferner war er redaktionell für ein Sammelwerk zur Geschichte des traditionellen Jazz in Deutschland verantwortlich, zu dem er auch beitrug.
In seinem Heimatort Wahlwies am Bodensee etablierte er 2003 die Konzertreihe Jazz & Dünnele. Ladwig betreibt das Jazz-Label „Ladwig Jazz Records“, das Aufnahmen u. a. von Franco Manzecchi, Patrick Manzecchi, Carlas Sax Affair, Jazz und Rockkommando, Jürgen Waidele, Scott Hart, Bregi House Band, Swiss-German-Dixie-Corporation, Barbara Klobe oder Stewy von Wattenwyl veröffentlichte.

## Diskographische Hinweise
- Fish and The Dixieman's Friends  There'll Be Some Changes Made (Chaos 1997)
- Bixology  The Spirit of Bix Beiderbecke(Ladwig Jazz Records 2009)
- Dixieman Four Kolonialwarenladen (Ladwig Jazz Records 2010)
- Ladwig’s Dixieland Kapelle Deep Wind (Ladwig Jazz Records 2015)
- Paradox Jazz Band Royal Flush (Ladwig Jazz Records 2015)
- Wienerwald Dixielanders Live at Jazzland Wien (Ladwig Jazz Records 2020)
- Ladwig’s Horns & Beat Adderley’s Music (Ladwig Jazz Records 2021)
- Ladwig's Hot Jazz Orchestra All I do is dream of You (Ladwig Jazz Records 2021)
- Ladwig's Hot Jazz Orchestra Sizzling Up The 20s (Ladwig Jazz Records 2024)

## Schriften
- Saxofone – Ein Kompendium. Buchwerft-Verl. Kiel, 2. Aufl. 2012; ISBN 978-3-86342-280-6; jetzt 6. Auflage[10]
- Geschichte des Jazz in Konstanz.  Stadler, Konstanz. 2. überab. Aufl. 2018; ISBN 978-3-7977-0745-1.
- Beat Rock Pop Cover Dance. Kapellen, Combos und Bands im Hegau ab 1950. Stadler, Konstanz 2021; ISBN 978-3-7977-0768-0.

## Belege
1. 1 2  Uwe Ladwig Diskographie. radioswissjazz.ch, abgerufen am 9. Dezember 2021.
2. ↑  Große Ehrungsrunde im Konstanzer Landratsamt. Wochenblatt, 18. Januar 2017, abgerufen am 6. Dezember 2021.
3. ↑  Webpräsenz des Landratsamt Konstanz. Abgerufen am 26. April 2022.
4. ↑  Hot Fish Seven. Abgerufen am 6. Dezember 2021.
5. ↑  Mitschnitt des MDR aus dem KulturpalastHot Fish Seven @ Dixielandfestival Dresden 2001: Pretty Little Missy. YouTube, abgerufen am 9. Dezember 2021.
6. ↑  Markus Köhler: Dixieman Four: Wild Life. In: Jazz Podium. Nr. 6, 2007 (chorus-records.de).
7. ↑  Bixology. Jazz Kalender, abgerufen am 6. Dezember 2021 (englisch).
8. ↑  Hans-Dieter Grünefeld: Ladwig’s Horns & Beat. In: sonic sax & brass 2/2021. Abgerufen am 9. Dezember 2021.
9. ↑  vgl. etwa Uwe Ladwig: Thomann MK IV Handmade Tenor Sax. sonic sax & brass, abgerufen am 9. Dezember 2021.
10. 1 2  „Saxofone – Ein Kompendium“ von Uwe Ladwig - 4. Auflage. saxophonforum.de, 6. April 2016, abgerufen am 9. Dezember 2021.
11. ↑  Wolfram Knauer: Saxofone. Ein Kompendium von Uwe Ladwig. Jazzinstitut, abgerufen am 11. Januar 2022.
12. ↑  Rainer Kobe: Geschichte des Jazz in Konstanz von Uwe Ladwig. In: Jazz Podium. Nr. 2, 2018, S. 54.
13. ↑  Geschichte des Jazz in Konstanz. Verlag Stadler, abgerufen am 9. Dezember 2021.
14. ↑  Reimer von Essen (Hrsg.), Uwe Ladwig (Redaktion): Talking Hot. Geschichte des traditionellen Jazz in Deutschland. Societätsverlag Frankfurt am Main 2021. ISBN 978-3-95542-405-3
15. ↑  Jazz & Dünnele. Abgerufen am 1. September 2023.
16. ↑  Tonstudio 12. Abgerufen am 6. Dezember 2021.

| Personendaten    | Personendaten               |
| ---------------- | --------------------------- |
| NAME             | Ladwig, Uwe                 |
| KURZBESCHREIBUNG | deutscher Musiker und Autor |
| GEBURTSDATUM     | 4. Juli 1962                |
| GEBURTSORT       | Singen (Hohentwiel)         |